# Municipio de Garrison (Minnesota)
El municipio de Garrison (en inglés: Garrison Township) es un municipio ubicado en el condado de Crow Wing en el estado estadounidense de Minnesota. En el año 2010 tenía una población de 754 habitantes y una densidad poblacional de 8,23 personas por km².

## Geografía
El municipio de Garrison se encuentra ubicado en las coordenadas 46°17′14″N 93°52′31″O / 46.28722, -93.87528. Según la Oficina del Censo de los Estados Unidos, el municipio tiene una superficie total de 91.63 km², de la cual 76,31 km² corresponden a tierra firme y (16,71 %) 15,31 km² es agua.

## Demografía
Según el censo de 2010, había 754 personas residiendo en el municipio de Garrison. La densidad de población era de 8,23 hab./km². De los 754 habitantes, el municipio de Garrison estaba compuesto por el 98,41 % blancos, el 0,13 % eran afroamericanos, el 0,53 % eran amerindios, el 0,13 % eran asiáticos y el 0,8 % eran de una mezcla de razas. Del total de la población el 0,27 % eran hispanos o latinos de cualquier raza.